# ألباتروس دي.2
ألباتروس دي.2 (بالألمانية:Albatros D.II) طائرة مقاتلة ألمانية من صنع شركة ألباتروس للطائرات، دخلت الألباتروس دي.2 الخدمة بالقوات الجوية الألمانية القيصرية في عام 1916.

## المواصفات

### الصفات العامة
- الطاقم: واحد (الطيار).
- الطول: 7.40 متر.
- المسافة بين الجناحين: 8.50 متر.
- الارتفاع :2.59 متر.
- مساحة الأجنحة: 24.5 متر².
- الوزن فارغة: 637 كجم
- وزن الإقلاع الأقصى: 888 كجم
- المحرك: محرك واحد من نوع Mercedes D.III، بقوة 160 حصان

### الأداء
- السرعة القصوى: 175 كم/س.
- أقصى ارتفاع: 5,180 متر.
- معدل الصعود: 3 م/ث.
- التحمل 1.5 ساعة.

### التسليح
- 2 × 7.92 مم رشاش نوع LMG 08/15